# Eragrostis microsperma
Eragrostis microsperma är en gräsart som beskrevs av Alfred Barton Rendle. Eragrostis microsperma ingår i släktet kärleksgrässläktet, och familjen gräs.
Artens utbredningsområde är Angola. Inga underarter finns listade i Catalogue of Life.